# ターザン&ジェーン
『ターザン&ジェーン』（TARZAN & JANE）は、2002年に発売されたウォルト・ディズニー・カンパニー製作のオリジナルビデオのタイトル。日本では同時に前作のスペシャル・エディションが発売された。

## ストーリー
ターザンが愛するジェーンと結婚して1周年を迎えようとしていた。
二人が、記念日をどう過ごすか頭を巡らすうち、この1年をどのように経てきたかを回想する。イギリスから来たジェーンの友人とジャングルで黒豹に襲われたこと、ターザンが火山に閉じ込められたことなど、様々な思い出が甦ろうとしていた。

## キャスト
| 役名               | 原語版声優               | 日本語吹替   |
| ------------------ | ------------------------ | ------------ |
| ターザン           | マイケル・T・ウェイス    | 小杉十郎太   |
| ジェーン・ポーター | オリビア・ダボ           | すずきまゆみ |
| ターク             | エイプリル・ウィンチェル | 土居裕子     |
| ポーター教授       | ジェフ・ベネット         | 大木民夫     |
| タントー           | ジム・カミングス         | 玄田哲章     |
| ナイジェル         | アレクシス・デニソフ     |              |
| ニールズ           | ジョン・オハーリー       |              |
| エレノア           | ニコレット・シェリダン   |              |
| ヘイゼル           | タラ・ストロング         |              |

その他：大塚芳忠、岩田安生、佐々木優子、雨蘭咲木子、松谷彼哉、天田益男、大川透、梅津秀行、梁田清之、米田直嗣

## 主題歌
- トゥ・ワールド Marsa Sakamoto／大久保恵子
- ソング・オブ・ライフ 大久保恵子／大木理紗／鮎川麻弥／久保田陽子

## 日本語版制作スタッフ
- 演出：高桑一
- 翻訳：松井まり
- 音楽演出：市之瀬洋一
- 訳詞：高橋由美子
- 録音・調整：兼子芳博
- 音楽録音：石井治郎
- 録音制作：ケイエスエス
- 制作監修：山本千絵子
- 日本語版制作：DISNEY CHARACTER VOICES INTERNATIONAL, INC.

## ディズニーの同じ構成の作品
- くまのプーさん 完全保存版
- くまのプーさん 完全保存版II ピグレット・ムービー
- 美女と野獣 ベルのファンタジーワールド
- シンデレラII